# Харпай
Харпай — деревня в Лотошинском районе Московской области России.
Относится к городскому поселению Лотошино, до реформы 2006 года относилась к Монасеинскому сельскому округу. Население — 4 чел. (2010).

## География
Расположена в западной части городского поселения, примерно в 6 км к северо-западу от районного центра — посёлка городского типа Лотошино, на левом берегу реки Руссы, впадающей в Лобь, рядом с устьем её небольшого притока — реки Льгощи. Соседние населённые пункты — деревни Акулово, Монасеино, Верейки, Абушково и Софийское.

## Исторические сведения
По сведениям 1859 года — деревня Татьянковской волости Старицкого уезда Тверской губернии (Лотошинский приход) в 45 верстах от уездного города, на возвышенности, при реке Русце, с 20 дворами, 2 прудами, 6 колодцами и 155 жителями (70 мужчин, 85 женщин).
В «Списке населённых мест» 1862 года Харпай — владельческая деревня 2-го стана Старицкого уезда по Волоколамскому и Гжатскому трактам, при реке Рузце, с 18 дворами и 199 жителями (84 мужчины, 115 женщин).
В 1886 году — 41 двор, 236 жителей (106 мужчин, 130 женщин), 45 семей.
В 1915 году насчитывалось 42 двора, а деревня относилась к Федосовской волости.
С 1929 года — населённый пункт в составе Лотошинского района Московской области.

## Население
| 1859 | 1886 | 2002 | 2006 | 2010 |
| ---- | ---- | ---- | ---- | ---- |
| 199  | ↗236 | ↘7   | ↘0   | ↗4   |

## Уроженцы
- Матвеев, Евгений Владимирович (род. 1950) — украинский художник.